# Кресс, Вильгельм
Вильгельм (Василий Васильевич) Кресс (нем. Wilhelm Kress; 29 июля 1836, Санкт-Петербург — 24 февраля 1913, Вена) — австрийский инженер, один из первых лётчиков и авиаконструкторов.

## Биография
Кресс приехал в Вену в 1873 году, где он разработал первый современный дельтаплан в 1877 году. Этот ручной планер был большим достижением того времени, так как инженеры все ещё пытались создать летающий «аппарат тяжелее воздуха» — работы шли ещё над немоторизованными аппаратами.
На рубеже столетий он был одним из тех инженеров, которые стремились построить габаритный моторизированный аппарат тяжелее воздуха. В 1900 году он разработал систему управления рычагами, но не запатентовал свою разработку (патент впоследствии в 1907 году получил французский лётчик Робер Эно-Пельтри). Самолёт Кресса был построен для взлёта с воды и на нём была осуществлена первая «успешная» попытка взлёта (этот полёт не был управляемым, как у братьев Райт в 1903 году, но совершал более-менее длинные «перелёты») в 1901 году на водохранилище Винервальдзе недалеко от Вены. Управляемый более длинный полёт не был возможен, потому что двигатель (производства Daimler) был вдвое тяжелее, чем заказывал Кресс, и мог использоваться только на половину его номинальной мощности. Во время одной из попыток взлёта с поверхности воды его самолёт (амфибия по схеме «тандем» с одним бензиновым двигателем и тремя крыльями, расположенными на разной высоте) разрушился, попытка полёта оказалась неудачной.
На берегу Винервальдзе, около места его аварии 1901 года, установлен памятник. В честь Вильгельма Кресса в Австрии в 1922 г. были выпущены четыре почтовые марки номиналом 1200, 2400, 3000 и 4800 крон.